# Štandeker
Štandeker je priimek več znanih Slovencev:
- Lojze (Alojzij) Štandeker (1911—1983), režiser, dramatik in publicist
- Ivo Štandeker (1961—1992), novinar